# La nave morta
La nave morta (titolo orig. tedesco Das Totenschiff) è un romanzo dello scrittore B. Traven, pseudonimo usato dall'autore e ignoto ancor oggi. Fu il primo grande successo di Traven ed è ancora oggi la seconda opera più nota dell'autore, dopo Il tesoro della Sierra Madre. A causa della sua aspra critica all'autorità burocratica, al nazionalismo e alle pratiche sindacali abusive, viene spesso descritto come un romanzo anarchico.
Il termine "nave della morte" si riferisce a qualsiasi imbarcazione così decrepita da valere più per i suoi proprietari, sovraassicurati, se essa finisse affondata di quanto varrebbe se rimanesse a galla.

## Storia editoriale
Traven scrisse per la prima volta il romanzo in lingua inglese nel 1923 o 1924. L'editor Ernst Preczang della casa editrice tedesca Büchergilde Gutenberg ne chiese la traduzione in lingua tedesca, avendone apprezzato il precedente romanzo I raccoglitori di cotone (Die Baumwollpflücker). Il libro fu pubblicato in tedesco nel 1926 col titolo Das Totenschiff, mentre l'edizione in lingua inglese, dal titolo The Death Ship, apparve solo nel 1934.

## Trama
Ambientato subito dopo la Prima Guerra Mondiale, il romanzo descrive la difficile situazione dei marinai mercantili privi di documenti di cittadinanza, che li rende di fatto apolidi e quindi impossibilitati a trovare residenza legale o impiego in qualsiasi nazione. Il narratore è Gerard Gales, un marinaio americano che afferma di essere originario di New Orleans e che si ritrova bloccato ad Anversa senza passaporto né documenti di lavoro: afferma di averli persi. Incapace di dimostrare la propria identità o la propria idoneità all'impiego, Gales viene ripetutamente arrestato e deportato da un paese all'altro da funzionari governativi che non vogliono essere disturbati né ad assisterlo né a processarlo. Virtualmente, egli ha smarrito la propria nazionalità e il diritto a condurre una vita normale. Quando finalmente riesce a trovare lavoro, lo fa sulla Yorikke (probabilmente un riferimento all'opera di Shakespeare Amleto), la nave pericolosa e decrepita del titolo, dove lavoratori clandestini provenienti da tutto il mondo vengono trattati come schiavi sacrificabili. Lavora come aiuto fuochista su questa carretta del mare. La nave è spinta in una pericolosa navigazione intorno all'Europa e alle coste africane dagli armatori che sperano in un naufragio e di riscuotere così il premio assicurativo. Il romanzo è un atto d'accusa contro l'avidità e la burocrazia.

## Adattamento
- S.O.S. York! (Das Totenschiff), film tedesco del 1959, per la regia di Georg Tressler.[2]

## Edizioni
- (DE) Das Totenschiff, 1ª ed., Büchergilde Gutenberg, 1926.
- La nave morta, collana La Gaja Scienza n.36, traduzione di Teresa Pintacuda [dall'edizione in lingua inglese], Milano, Longanesi & C., 1950. - Collana I Libri Pocket n.83, Longanesi, 1967; Collana La Gaja Scienza n.28, Longanesi, 1981; Milano, Club degli Editori, 1981; Milano, Club del Libro, 1981; Collana BUR n.436, Milano, Rizzoli, settembre 1981; Collana Teadue n.491, Milano, TEA, 1997-2001, ISBN 978-88-781-8057-4.
- La nave morta, collana Romanzi e racconti n.236, traduzione di T. Pintacuda, Milano, Baldini & Castoldi, 2002, ISBN 978-88-849-0212-2.
- La nave morta, collana Neri, traduzione di Matteo Pinna, San Gavino Monreale, WoM Edizioni, 2023, ISBN 979-12810160-7-1.